# 吉井彩実
吉井 彩実（よしい あやみ、1991年6月12日 - ）は、日本の元女性声優。北海道出身。引退時点での所属はサンミュージックプロダクション。

## 人物
- 趣味・特技はアニメ、海外ドラマ観賞、エレクトーンである[3]。この他、ネイル、イラスト、キャンドルを挙げている[2]。
- 好きなもの・ことは、エナジードリンク、夜に散歩すること、ライオンである[2]。
- 苦手なもの・ことには、虫、理数系、ダンスの振り入れを挙げている[3]。
- 2019年2月28日、昨年より度重なる体調不良を理由に、同年3月末日をもって声優業および芸能活動を引退[4]。

## 後任
吉井の引退に伴い、持ち役を引き継いだ人物は以下の通り。
| 後任       | 役名                     | 作品                     | 後任の初出演        |
| ---------- | ------------------------ | ------------------------ | ------------------- |
| 天野聡美   | 水瀬鈴音                 | 『8 beat Story♪』        | 2019年4月30日更新分 |
| 井上ほの花 | 上杉・ウエバス・キョーコ | 『Tokyo 7th シスターズ』 | 2019年7月11日更新分 |

## 出演

### テレビアニメ
2012年
- 貧乏神が!（石蕗美香、中村理恵）

2014年
- まじもじるるも（ネコネコシスターズ、女子生徒、テニス部後輩）

2015年
- 探偵歌劇 ミルキィホームズ TD（千田元子、ポエミィ）
- 監獄学園 プリズンスクール（女子I、女子A）

2017年
- うらら迷路帖（ありんす店員、店員）

### ゲーム
2013年
- アイドリズム（由羽坂星良）

2014年
- Tokyo 7th シスターズ（上杉・ウエバス・キョーコ）

2016年
- 8 beat Story♪（水瀬鈴音）

### ドラマCD
- 8 beat story♪ドラマCDvol.1「出会いと始まりの物語」（水瀬鈴音）

### インターネット番組
- エビストニュース（2016年 - 2018年、ニコニコ生放送）※回替わりパーソナリティ[13]
- ハニプラTV～8/pLanet!!の課外授業に行ってみよー（2016年 - 2017年、ニコニコ生放送(Phononチャンネル)）[2]

## ディスコグラフィ

### キャラクターソング
| 発売日   | 商品名             | 歌 | 楽曲                          | 備考                                 |
| 2015年   | 2015年             | 2015年 | 2015年                        | 2015年                               |
| -------- | ------------------ | --- | ----------------------------- | ------------------------------------ |
| 12月9日  | YELLOW             | Le☆S☆Ca | 「YELLOW」 「Behind Moon」    | ゲーム『Tokyo 7th シスターズ』関連曲 |
| 2016年   |                    | |                               |                                      |
| 6月8日   | ファンタジア       | 8/pLanet! | 「ファンタジア」              | ゲーム『8 beat Story♪』主題歌        |
| 6月8日   | ファンタジア       | 桜木ひなた（社本悠）、水瀬鈴音（吉井彩実）、姫咲杏梨（金魚わかな）、星宮ゆきな（和氣あず未）、源氏ほたる（吉村那奈美） | 「BoyFriend」                 | ゲーム『8 beat Story♪』関連曲        |
| 10月19日 | Halloween☆Night    | 8/pLanet! | 「Halloween☆Night」           | ゲーム『8 beat Story♪』関連曲        |
| 10月19日 | Halloween☆Night    | 桜木ひなた（社本悠）、水瀬鈴音（吉井彩実）、姫咲杏梨（金魚わかな）、星宮ゆきな（和氣あず未）、源氏ほたる（吉村那奈美） | 「スクールディスコ」          | ゲーム『8 beat Story♪』関連曲        |
| 12月7日  | トワイライト       | Le☆S☆Ca | 「トワイライト」 「タンポポ」 | ゲーム『Tokyo 7th シスターズ』関連曲 |
| 2018年   |                    | |                               |                                      |
| 7月4日   | THE STRAIGHT LIGHT | Le☆S☆Ca | 「ひまわりのストーリー」      | ゲーム『Tokyo 7th シスターズ』関連曲 |

### ユニットメンバー
1. 1 2 3  上杉・ウエバス・キョーコ（吉井彩実）、荒木レナ（藤田茜）、西園ホノカ（植田ひかる）
2. 1 2  桜木ひなた（社本悠）、水瀬鈴音（吉井彩実）、神楽月（吉岡美咲）、橘彩芽（青野菜月）、姫咲杏梨（金魚わかな）、星宮ゆきな（和氣あず未）、源氏ほたる（吉村那奈美）、メイ（澤田美晴）